# CY-Verfahren
Das CY-Verfahren (auch: CY-Methode; englisch CY procedure) war eine in der Endphase des Zweiten Weltkriegs bei der Verschlüsselung mithilfe der Rotor-Schlüsselmaschine Enigma angewandte Prozedur.

## Verfahren

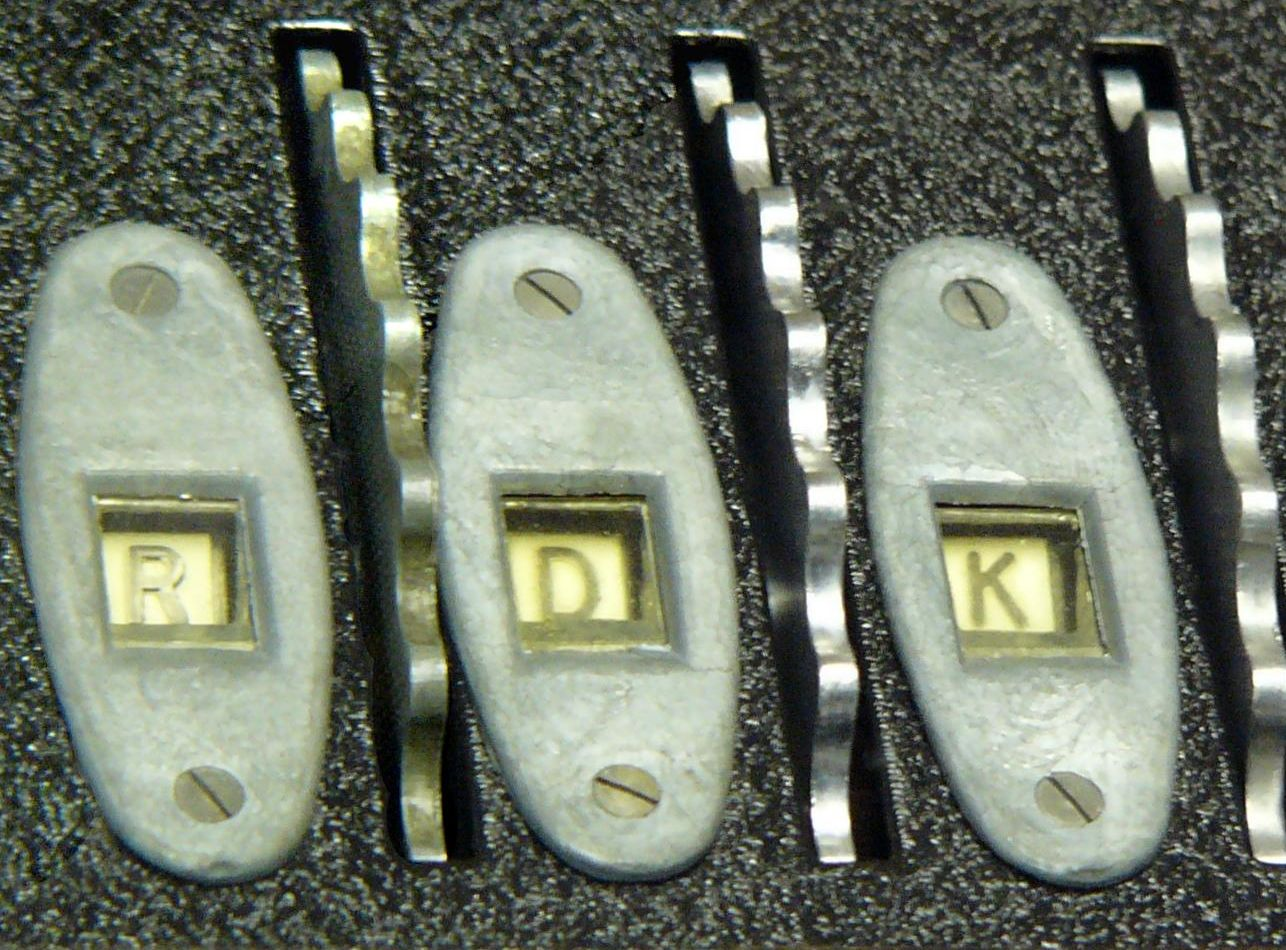
Hier zeigt die „langsame“ linke Walze den Buchstaben R und könnte nach dem CY-Verfahren nun von Hand beispielsweise auf E umgestellt werden.

Es wurde beim deutschen Heer am 15. September 1944 eingeführt. Grundsätzlich galt bei Luftwaffe und Heer, dass mit der Enigma verschlüsselte Funksprüche eine Höchstlänge von 250 Buchstaben nicht überschreiten durften. Längere Nachrichten waren in entsprechend kurze Teile aufzuspalten, mit unterschiedlichen Enigma-Grundstellungen zu verschlüsseln und getrennt zu senden. Dies diente der Sicherheit gegen unbefugte Entzifferung.
Als weitere Maßnahme zur Stärkung der kryptographischen Sicherheit wurde nun vorgeschrieben, bei längeren Sprüchen mit mehr als 150 Buchstaben, etwa in der Mitte des Textes, also nach 70 bis 130 Zeichen, die Buchstaben CY in den zu verschlüsselnden Klartext einzufügen. Anschließend war ein beliebiger Buchstabe des Alphabets anzufügen, der aber deutlich (mindestens fünf) vom aktuell für die linke Walze angezeigten abweichen sollte. Im Bild sieht man für die linke Walze den Buchstaben R (18). Ein im Alphabet weit davon entfernter Buchstabe wäre beispielsweise das E. Nach CY wurde nun also E sowie anschließend noch der im Alphabet unmittelbar darauf folgende Buchstabe, hier F, eingegeben, also insgesamt „CYEF“. Diese letzte Maßnahme diente als Hilfe zur Erkennung von Übertragungsfehlern. Danach verstellte der Verschlüssler die linke Walze. Im Beispiel drehte er sie mithilfe des Handrändels von R (18) auf E (05). Unmittelbar darauf gab er den restlichen zu verschlüsselnden Klartext in seine Enigma ein.
Der Empfänger entschlüsselte den empfangenen Funkspruch zunächst wie gewohnt, bis er im Klartext plötzlich die ungewöhnliche Buchstabenkombination CY, genannt die „Weisergruppe“, bemerkte und darauf folgend hier im Beispiel die Buchstaben EF. Er sah, dass E und F im Alphabet direkt aufeinanderfolgten und erkannte so die Richtigkeit der Übertragung und Entschlüsselung. Der Buchstabe E zeigte ihm an, dass er nun manuell die linke Walze auf E (05) drehen musste, bevor er mit der Entschlüsselung des restlichen Geheimtextes fortfahren konnte.

## Sicherheit
Das CY-Verfahren wurde von den deutschen Stellen als Methode zur Stärkung der Enigma-Verschlüsselung eingeführt, da diese gegen Ende des Krieges deren Sicherheit immer mehr bezweifelten. Tatsächlich war es aber eine kryptographisch schwache Maßnahme, die den Mehraufwand für die Bediener nicht rechtfertigte. Den britischen Codebreakers im englischen Bletchley Park reichte auch die halbe Spruchlänge, um mit ihren bewährten Methoden die Enigma-Funksprüche wie gewohnt zu „knacken“.